# Uguccione da Lodi
Uguccione da Lodi o Uguçon da Laodho (Lodi, ? – 1250, terminus post quem) fue un poeta italiano.

## Biografía
A pesar del nombre con el cual fue conocido, es poco probable que fuese nativo de Lodi: aparentemente era descendiente de una familia noble de Cremona .
La única obra que se le ha atribuido con seguridad es el poema Libro di Uguçon da Laodho escrito antes del 1265 en véneto y no en lombardo. El poema consta de dos partes: la primera en laisse monorimas de versos alejandrinos y endecasílabos, mientras que la segunda en novenarios a rima baciata; ello ha llevado a que se plantee como hipótesis que la obra es resultado de la yuxtaposición de dos distintos poemas.
El contenido del poema didascalico ha llevado a pensar que Uguccione escribió un texto de propaganda religiosa externo a la Iglesia católica y su figura ha sido vinculada a los patarinos o a los valdenses.